# Igor' Čislenko
Igor' Leonidovič Čislenko (in russo Игорь Леонидович Численко?; Mosca, 4 gennaio 1939 – Mosca, 22 settembre 1994) è stato un calciatore sovietico.

## Carriera

### Club
Ha giocato gran parte della sua carriera nella Dinamo Mosca, con la quale ha vinto due campionati sovietici ed una Coppa dell'Unione Sovietica.

### Nazionale
Ha preso parte con la Nazionale sovietica ai mondiali del 1962 e del 1966, oltre che agli europei del 1964 (secondo posto) e del 1968. Con l'URSS ha giocato 53 partite e segnato 20 gol.

## Palmarès

### Club

#### Competizioni nazionali
- Campionato sovietico: 3

Dinamo Mosca: 1957, 1959, 1963
- Coppa dell'Unione Sovietica: 2

Dinamo Mosca: 1966-1967, 1970